# 汉巴赫
汉巴赫是德国莱茵兰-普法尔茨州的一个市镇。总面积2.76平方公里，总人口472人，其中男性239人，女性233人（2011年12月31日），人口密度每平方公里171人。